# No Man's World Desert Festival
 (mars 2024).
Le No Man's World Festival est un festival de musique électronique organisé annuellement chaque mois de septembre dans la sablière de Mont-Saint-Guibert, dans la province du Brabant wallon, en Belgique. Fondé en 2015, il est l'un des plus gros festivals de musique électronique du Brabant wallon avec plus de 80 DJ. Sa particularité est le fait qu'il se passe dans la plus grande carrière de sable du pays et présente un décor désertique comme certains festivals tels que le Burning Man ou le Monegros Desert Festival.

## Histoire

### 2015–2019
L’édition 2015 marque les débuts du No Man's World Festival. Le premier Desert Festival de Belgique eu lieu le 26 septembre 2015 et attira plus de 1 200 participants dans la plus grande sablière du pays. Dans le but de représenter au mieux la musique électronique, le pari risqué fut pris d’installer directement trois scènes, chacune portant sa propre identité musicale: une mainstage commerciale, une hardstage proposant du hardstyle et une scène « Oasis » (techno, house, deep house). Dès la première année, l'accent est mis sur l’évasion en emmenant les participants dans un monde désertique, au milieu de hauts murs de sables. C’est pendant 12 heures que les festivaliers ont dansé sur les sons d’artistes comme Pleasurekraft, Henri PFR, Redondo ou encore Ghost et Davoodi.
L'édition 2016 du No Man's World Desert Festival accueille 1 800 festivaliers dans la sablière de Mont-Saint-Guibert. Trois scènes étaient à nouveau présentes. Côté affiche, le No Man's World 2016 s’est voulu principalement belge. La DJ MATTN était initialement prévue sur la mainstage mais c’est le duo WolfPack qui l’aura remplacé au dernier moment. Henri PFR et Alex Germys, qui commençaient leur ascension, étaient également présents. Du côté de la hardstage, le duo Da Tweekaz était en tête d'affiche. Pour la première fois, l’Oasis était couverte et aura accueilli des artistes principalement locaux. Enfin, la presse locale l'appellera même « le Tomorrowland Brabançon ».
Pour la première fois en 3 ans, le festival affiche complet en 2017, et accueille plus de 3 000 personnes. Un nouveau cap pour le No Man’s World qui devient ainsi le plus gros festival électronique du Brabant wallon[réf. nécessaire]. Comme chaque année, plus de 45 artistes furent présents dans la sablière de Mont-Saint-Guibert. Mais cette fois-ci, l’affiche fut plus internationale. Les Néerlandais Warface et Dr. Peacock auront été les têtes d'affiches de la Hardstage. Le Français Feder devait initialement être la tête d’affiche de la Mainstage mais fut finalement remplacé le jour même par les rappeurs belges Caballero & Jeanjass.
Pour la première fois sur 2 jours, le festival accueille en 2018 prêt de 7 000 personnes ainsi que 80 DJ dont The Magician, Ofenbach (FR), Mosimann, Mr. Belt & Wezol (NL), Alex Germys, Todiefor, Miss K8, Coone, Dr. Peacock (NL), Stereoclip, Nico Morano et bien d'autres. Pour cette quatrième année les festivaliers ont pu profiter de l'esprit Burning Man dans la sablière de Mont-Saint-Guibert.